# 松乃井ホテル
源泉湯の宿松乃井（げんせんゆのやどまつのい）は群馬県利根郡みなかみ町の水上温泉にある旅館。

## 沿革
- 1956年（昭和31年）10月1日 - 松乃井ホテルとして開業（社長は佐鳥グループ、元上毛新聞新聞の社長佐鳥俊一の妻タカ）
- 1977年（昭和54年） - 新館を増築。
- 1988年（昭和63年） - 改装。
- 2006年（平成18年）7月 - 東京地裁に民事再生法の適用を申請。
- 2007年（平成19年）7月 - 不動産運用サービス会社「エリアリンク」の支援で「源泉湯の宿松乃井」としてリニューアル。
- 2010年（平成22年）1月1日 - エリアリンク株式会社が子会社の株式会社湯原リゾートを吸収合併。
- 2011年（平成23年）3月 - 老神温泉「紫翠亭やまぐち」を引き受け、「源泉湯の宿 紫翠亭」として営業開始。
- 2013年（平成25年）11月 - 大湯温泉「湯の宿峡里」を引き受け、「源泉湯の宿 かいり」として営業開始。
- 2015年（平成27年）4月 - 猿ヶ京温泉「シャトウ猿ヶ京咲楽」を引き受け、12月より「源泉湯の宿 千の谷」として営業開始。

## 施設
- 客室225室、収容人員870名
- 源泉4本
  - 湧湯（足元湧出）、「生」温泉と表現（商標登録済み）
- 日本庭園（1万坪）

## アクセス
- 上越新幹線で東京駅から上毛高原駅まで約76分、新潟駅からは約56分。上毛高原駅より関越交通バスで約25分。
- 上越線高崎駅から水上駅まで約63分。水上駅より徒歩で約15分（約1km）
- 関越自動車道練馬インターより水上インターまで約92分（141km）、新潟西インターからは約111分（156.6km）。水上インターより車で約5分（約4km）